# Великі Копані (станція)
Великі Копані — проміжна залізнична станція Херсонської дирекції Одеської залізниці на неелектрифікованій лінії Херсон — Вадим між роз'їздом Раденське (8 км) та станцією Брилівка (16 км). Розташована в селі Великі Копані Херсонського району Херсонської області.

## Історія
Станція відкрита 1944 року. 

## Пасажирське сполучення
До російського вторгнення в Україну (з 2022) та тимчасової окупації на станції зупинялися приміські поїзди сполученням Миколаїв / Херсон — Вадим (2 пари на день). Наразі пасажирський рух тимчасово припинений.